# Democracia cosmopolita
La democracia cosmopolita es una teoría política que explora la aplicación de las normas y valores de la democracia directa en diferentes niveles, desde lo global a lo local. Se trata de la gobernanza global de la gente, por el pueblo y para el pueblo. Los defensores académicos de la democracia cosmopolita incluyen David Held, Daniele Archibugi, Richard Falk, y Mary Kaldor
En el modelo de democracia cosmopolita, las decisiones son tomadas directamente por aquellos ciudadanos que se ven afectados por ellos, evitando una sola forma jerárquica de autoridad. De acuerdo con la naturaleza de las cuestiones en juego, la práctica democrática debe ser reinventada para tener en cuenta la voluntad de las partes interesadas. Esto se puede lograr tanto mediante la democracia directa o mediante representantes electivos. El modelo defendido por los demócratas cosmopolitas es descentralizado - la gobernanza mundial, sin gobierno mundial - a diferencia de los modelos de gobierno mundial apoyados por los pensadores clásicos del federalismo mundial, como Albert Einstein.